# オチャイ・アバジ
オチャイ・ヤング・アバジ（Ochai Young Agbaji, 2000年4月20日 - ）は、アメリカ合衆国ウィスコンシン州ミルウォーキー出身のプロバスケットボール選手。NBAのトロント・ラプターズに所属している。ポジションはシューティングガード。

## 経歴

### ハイスクール
幼少期からバスケットボールとサッカーを掛け持ちしていたが、高校2年目のシーズンからバスケに専念した。
テキサスA&M大学やウィスコンシン大学からのオファーを断り、カンザス大学へ進学した。

### カレッジ
1年目の2018-19シーズンはNCAAのレッドシャツ制度の対象となったため公式戦には出場しない予定だったが、チームの主力選手であるウドカ・アズブキが怪我でシーズン全休となるなど人員不足に陥ったため、特例で試合に出場した。このシーズンは平均8.5得点・4.6リバウンドの成績を記録した。
2年目の2019-20シーズンは平均10得点・4.2リバウンドの成績を記録した。
3年目の2020-21シーズンは平均14.1得点の成績を記録し、2021年のNBAドラフトにアーリーエントリーしたが、指名されなかったため大学に残った。
4年目の2021-22シーズンは、2022年1月24日のテキサス工科大学戦でキャリアハイとなる37得点を記録した。このシーズンにはNCAAトーナメントで優勝し、トーナメントMOPを受賞した。シーズン終了後に2022年のNBAドラフトへエントリーした。

### ユタ・ジャズ
ドラフト全体14位でクリーブランド・キャバリアーズから指名され、2022年7月2日に契約した。その後、9月1日にドノバン・ミッチェルとのトレードで、コリン・セクストン、ラウリ・マルカネン、3つのドラフト1巡目指名権、2つのドラフト1巡目指名交換権と共にユタ・ジャズへ移籍した。
2023年10月19日のデンバー・ナゲッツ戦でキャリアハイとなる28得点を記録し、チームは118-114で勝利した。

### トロント・ラプターズ
2024年2月8日にカイラ・ルイス・ジュニア、オット・ポーター・ジュニアとのトレードでトロント・ラプターズへ移籍した。

## 家族
父のオルフはナイジェリア出身で、17歳の時にアメリカ合衆国へ移住し、シティプランナーとしてカンザスシティの都市計画に携わった。母のエリカはカンザスシティで幼稚園の先生をしている。両親はいずれもウィスコンシン大学ミルウォーキー校でバスケットボールをプレーしていた。
姉のオリーはテキサス大学でバレーボールをプレーしている。

## 個人成績

### NBA

#### レギュラーシーズン
| シーズン | チーム | GP  | GS | MPG  | FG%  | 3P%  | FT%  | RPG | APG | SPG | BPG | PPG  |
| -------- | ------ | --- | -- | ---- | ---- | ---- | ---- | --- | --- | --- | --- | ---- |
| 2022–23  | UTA    | 59  | 22 | 20.5 | .427 | .355 | .812 | 2.1 | 1.1 | .3  | .3  | 7.9  |
| 2023–24  | UTA    | 51  | 10 | 19.7 | .426 | .331 | .750 | 2.5 | .9  | .5  | .6  | 5.4  |
| 2023–24  | TOR    | 27  | 18 | 23.6 | .391 | .217 | .611 | 3.3 | 1.3 | .7  | .6  | 6.7  |
| 2024–25  | TOR    | 64  | 45 | 27.2 | .498 | .399 | .708 | 3.8 | 1.5 | .9  | .5  | 10.4 |
| 通算     | 通算   | 201 | 95 | 22.8 | .450 | .353 | .734 | 2.9 | 1.2 | .6  | .4  | 7.9  |

### カレッジ
| シーズン | チーム   | GP  | GS  | MPG  | FG%  | 3P%  | FT%  | RPG | APG | SPG | BPG | PPG  |
| -------- | -------- | --- | --- | ---- | ---- | ---- | ---- | --- | --- | --- | --- | ---- |
| 2018–19  | カンザス | 22  | 16  | 25.9 | .449 | .307 | .694 | 4.6 | .9  | .5  | .5  | 8.5  |
| 2019–20  | カンザス | 31  | 31  | 33.3 | .428 | .338 | .673 | 4.2 | 2.0 | 1.2 | .3  | 10.0 |
| 2020–21  | カンザス | 30  | 30  | 33.7 | .420 | .377 | .689 | 3.7 | 1.9 | 1.1 | .5  | 14.1 |
| 2021–22  | カンザス | 39  | 39  | 35.1 | .475 | .409 | .743 | 5.1 | 1.6 | .9  | .6  | 18.8 |
| 通算     | 通算     | 122 | 116 | 31.9 | .443 | .357 | .699 | 4.4 | 1.6 | .9  | .4  | 12.8 |